# He Zhen
He Zhen (cinese semplificato: 何震; Jiangsu, 1884 – 1920) è stata un'anarchica, scrittrice e femminista cinese.
È considerata una delle pioniere del femminismo cinese

## Biografia
Nata come He Ban all'interno di una famiglia benestante, ricevette una buona educazione basata sui classici del Confucianesimo nonostante fosse una donna. Prese il nome di He Zhen (Zhen, "Tuono") quando si trasferì in Giappone, firmando però i suoi scritti come He-Yin Zhen, per conservare il cognome da nubile di sua madre.
Nel 1903 si sposò con l'intellettuale e rivoluzionario Liu Shipei e presto la coppia andò a vivere a Shangai, dove He continuò la sua educazione nella Scuola Patriottica Femminile di Cai Yuanpei. Un anno dopo, nel 1904, i due cambiarono nuovamente città, questa volta trasferendosi a Tokyo. Qui He Zhen diventò una presenza stabile nel gruppo anarchico cinese della città: fu tra i principali contributori della rivista Tianyee (giustizia naturale), pubblicata nel 1907 e nel 1908, e del giornale Xin Shiji (Nuovo Secolo o Nuova Era), prodotto dal "Gruppo di Parigi", un movimento di intellettuali cinesi anarchici guidato da Li Shizeng e Wu Zhihui. Sia lei che il marito erano soliti scrivere dietro uno pseudonimo, e molti degli articoli di He vennero erroneamente attribuiti a Liu..
Nel 1907 fondò l'Associazione per il Recupero dei Diritti delle Donne (in cinese Nüzi Fuquan Hui), la quale sosteneva la necessità dell'uso della forza per porre fine all'oppressione degli uomini sulle donne, così come la resistenza alla classe dominante e al capitalismo accompagnata dalla promozione di valori tradizionali come la perseveranza e il rispetto per la comunità.
Nel 1909, in seguito a un litigio con l'intellettuale conservatore ma fortemente anti-Manchu Zhang Taiyan, la coppia tornò in Cina per lavorare con il governo Manchu. Dopo la Rivoluzione del 1911, Liu lavorò con il nuovo governo per poi diventare docente all'Università di Pechino
Poco si conosce a proposito della morte di He Zhen. Nel 1919 suo marito morì di tubercolosi. Secondo alcune voci, diventò una monaca buddhista sotto il nome di Xiao Qi, mentre altri raccontano che, a seguito della perdita del compagno, morì di crepacuore o di malattia mentale.

## Attivismo e pensiero politico
Accanto alla fondazione dell'Associazione per il Recupero dei Diritti delle Donne, He fu attiva soprattutto come scrittrice e saggista. Il suo pensiero si fonda su un'osservazione tanto semplice quanto cruciale: tutti gli esseri umani hanno bisogno di nutrirsi, e dunque la dominazione maschile sulle donne va intesa innanzi tutto come un problema legato a una distribuzione sbilanciata delle risorse.
Naturalmente, l'oppressione delle donne non può essere ridotta a una questione meramente economica, sebbene questa ne sia la fonte originaria: fattori sociali e culturali sono ciò che ne hanno il mantenimento della disparità tra i generi nel corso dei secoli. In particolare He sottolinea come gli insegnamenti del Confucianesimo abbiano avuto un ruolo di primo piano nel relegare il sesso femminile nella sfera domestica, suggerendo che uno dei passi necessari per una maggior eguaglianza tra uomini e donne sia il superamento dell'istituzione famigliare e della concezione per cui la crescita della prole debba essere un'attività unicamente femminile.